# Nicholas Parle
Nicholas Parle (ca. 1964) is een Australisch klavecinist en organist.

## Levensloop
Parle leerde klavecimbel bij David Kinsela en behaalde een Bachelor in Music aan de Universiteit van Sydney.
Met een Queen Elizabeth II Silver Jubilee Award for Young Australians trok hij in 1985 naar Londen om zich verder muzikaal te volmaken.
In 1989 won hij de Eerste prijs klavecimbel in het internationaal concours van Brugge, in het kader van het Festival Musica Antiqua, derde winnaar van de Eerste Prijs in dertig jaar tijd.
Nicholas Parle treedt op als solist en als basso continuspeler in heel Europa, Japan en Australië. Hij doceert klavecimbel aan de Guildhall School of Music and Drama in Londen, en geeft cursussen in Polen, Hongarije, Australië en Japan. Sinds 2004 doceert hij ook klavecimbel aan de Hochschule für Musik und Theater in Leipzig.

## Discografie
Parle heeft talrijke platenopnamen gerealiseerd, waaronder:
- J. S. Bach: Muziek voor Hobo en Klavecimbel (Gail Hennesy en Nicholas Parle) (2001)
- J. S. Bach: Goldberg Variaties
- Klavecimbelrecital, (2010)